# うるま市
うるま市（うるまし）は、沖縄本島中部に位置する沖縄県の市。

## 概要
那覇市、沖縄市に次いで沖縄県で3番目に人口が多い都市である。2005年（平成17年）4月1日に具志川市、石川市、中頭郡勝連町・与那城町の2市2町が新設合併し誕生した。沖縄本島の中部、金武湾の南岸に位置し東部は勝連半島があり、先端部には在日米軍の港湾施設ホワイト・ビーチと海上自衛隊沖縄基地がある。

## 地理

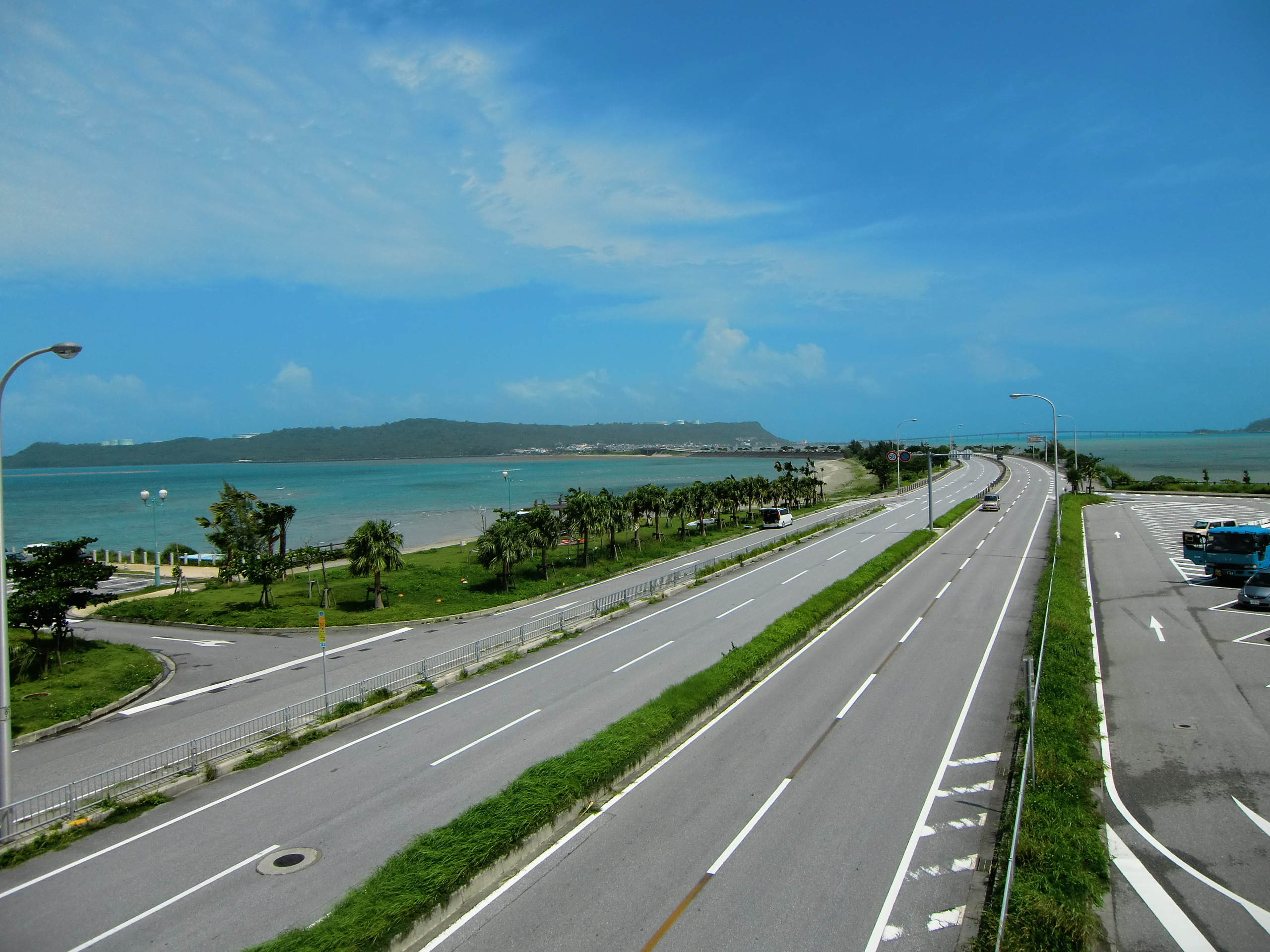
海中道路

### 主要な地形
沖縄本島中部の東海岸（太平洋側）に位置し、唯一、金武湾と中城湾に面する地方自治体である。勝連半島と8つの島を有し、伊計島・宮城島・平安座島・浜比嘉島・藪地島の5島は海中道路や架橋によって結ばれているため、勝連半島からの通行が可能である。特に、勝連半島と平安座島を結ぶ全長4.7kmの海中道路はドライブコースとして人気のスポットになっている。
島嶼
- 伊計島
- 宮城島
- 平安座島
- 浜比嘉島
- 藪地島
- 浮原島
- 南浮原島
- 津堅島

丘陵
- 石川岳 (204m)

### 気候
気候は亜熱帯海洋性気候に属し、月別の平均気温 が 17℃から 29℃、年降水量は約 1,900 ㎜で、年間を通じ温暖な暮らしやすい気候となっている。

### 隣接する自治体
- 沖縄市
- 国頭郡：金武町、恩納村

## 歴史

### 市名の由来
市名は「サンゴの島」を意味する古い沖縄方言（ウチナーグチ）に由来する（ウル＝サンゴ、マ＝島）。「琉球」と並ぶ沖縄の雅名で、漢字では「宇流麻」と書く（当て字）。方言をそのまま市名に採用した珍しい例である。

### 年表
- 2003年（平成15年）2月1日：具志川市、および、中頭郡の与那城町・勝連町が、合併に向けて法定協議会を設置。
- 2003年（平成15年）7月1日：法定協議会に石川市が加入。
- 2004年（平成16年）
  - 5月13日：新市の名称を「うるま市」に決定（cf. 市名の由来）。
  - 8月16日：具志川市、石川市、与那城町、勝連町が合併協定に調印。
- 2005年（平成17年）4月1日：具志川市、石川市、与那城町、勝連町が新設合併し、うるま市を発足する。
- 2006年（平成18年）
  - 3月1日：市章および市旗の制定。
  - 12月18日：市の花（サンダンカ）、市の木（リュウキュウコクタン）、市の花木（ユウナ）、市の鳥（チャーン）、市の蝶（オオゴマダラ）、市の魚（マクブ）、市の貝（トウカムリ）の制定。
- 2007年（平成19年）9月10日：市歌「青雲澄みて」を制定。
- 2010年（平成22年）6月15日：合併5周年を記念し市民音頭「うるま市音頭」を制定。

### 行政区域の変遷（市町村制施行以後）
合併前の経緯については、具志川市、石川市、与那城町、勝連町の歴史の項目を参照のこと。
- 2005年（平成17年）4月1日：具志川市と石川市、および、中頭郡の与那城町・勝連町が新設合併し、うるま市を発足。

## 地域
うるま市では、一部の区域で住居表示に関する法律に基づく住居表示が実施されている。

### 住所表記
うるま市の新設に伴い、旧・具志川市を除く各地域では住所表記の変更が行われた。
| 合併前             |   | 合併後           | 備考                                     |
| ------------------ | - | ---------------- | ---------------------------------------- |
| 具志川市字△△       | → | うるま市字△△     |                                          |
| 石川市字△△         | → | うるま市石川△△   | 字の前に「石川」を冠し、「字」を削除。   |
| 中頭郡与那城町字△△ | → | うるま市与那城△△ | 字の前に「与那城」を冠し、「字」を削除。 |
| 中頭郡勝連町字△△   | → | うるま市勝連△△   | 字の前に「勝連」を冠し、「字」を削除。   |

ただし、旧・石川市字石川と旧・中頭郡与那城町字与那城の場合には、それぞれ「うるま市石川」、「うるま市与那城」となる。
以下、うるま市の町字名の一覧を示す。
ただし、旧具志川市域における「字」、およびそれ以外の地区における旧自治体名の冠称はすべて省略するものとする。
なお、設置年月日で、町村制より廃止されず存続している字に関しては「-」と記す。
| 旧・具志川市           | 旧・具志川市       | 旧・具志川市                            | 旧・具志川市               | 旧・具志川市                                |
| 町名                   | 町名の読み         | 設置年月日                              | 設置直前の字名             | 備考                                        |
| ---------------------- | ------------------ | --------------------------------------- | -------------------------- | ------------------------------------------- |
| 安慶名                 | あげな             | -                                       |                            |                                             |
| 上江洲                 | うえず             | -                                       |                            |                                             |
| 宇堅                   | うけん             | -                                       |                            |                                             |
| 江洲                   | えす               | -                                       |                            |                                             |
| 栄野比                 | えのび             | -                                       |                            |                                             |
| 大田                   | おおた             | -                                       |                            |                                             |
| 兼箇段                 | かねかだん         | -                                       |                            |                                             |
| 川崎                   | かわさき           | -                                       |                            |                                             |
| 喜屋武                 | きゃん             | -                                       |                            |                                             |
| 具志川                 | ぐしかわ           | -                                       |                            |                                             |
| 高江洲                 | たかえす           | -                                       |                            |                                             |
| 田場                   | たば               | -                                       |                            |                                             |
| 天願                   | てんがん           | -                                       |                            |                                             |
| 仲嶺                   | なかみね           | -                                       |                            |                                             |
| 宮里                   | みやざと           | -                                       |                            |                                             |
| 赤道                   | あかみち           | 第二次大戦後                            | 宮里                       |                                             |
| 西原                   | いりばる           | 第二次大戦後                            | 安慶名                     |                                             |
| 川田                   | かわた             | 第二次大戦後                            | 大田                       |                                             |
| 昆布                   | こんぶ             | 第二次大戦後                            | 天願                       |                                             |
| 塩屋                   | しおや             | 第二次大戦後                            | 上江洲                     |                                             |
| 平良川                 | たいらがわ         | 1950年                                  | 安慶名・仲嶺               |                                             |
| 赤野                   | あかの             | 1951年                                  | 田場                       |                                             |
| 豊原                   | とよはら           | 1951年                                  | 仲嶺                       |                                             |
| 前原                   | まえはら           | 1951年                                  | 江洲・高江洲               |                                             |
| 州崎                   | すざき             | 不詳                                    | （埋立）                   |                                             |
| みどり町一〜六丁目     | みどりまち         | 1990年1月16日                           | 安慶名・天願・赤野・田場   | 住居表示実施地区                            |
| 喜仲一〜四丁目         | きなか             | 2004年7月20日                           | 喜屋武・高江洲・仲嶺・豊原 | 住居表示実施地区                            |
| 安慶名一〜三丁目       | あげな             | 2015年11月16日                          | 安慶名・田場・西原         | 住居表示実施地区                            |
| 石川（旧・石川市）     |                    |                                         |                            |                                             |
| 町名                   | 町名の読み         | 設置年月日                              | 設置直前の字名             | 備考                                        |
| （石川）               | （いしかわ）       | -                                       |                            | 旧石川市字石川                              |
| 伊波                   | いは               | -                                       |                            |                                             |
| 嘉手苅                 | かでかる           | -                                       |                            |                                             |
| 楚南                   | そなん             | -                                       |                            |                                             |
| 東恩納                 | ひがしおんな       | -                                       |                            |                                             |
| 山城                   | やましろ           | -                                       |                            |                                             |
| 赤崎                   | あかさき           | 1969年                                  | （埋立）                   | 1996年1月29日、全域で住居表示実施され消滅。 |
| 東恩納崎               | ひがしおんなざき   | 不詳                                    | 東恩納                     |                                             |
| 石崎一・二丁目         | いしざき           | 1984年                                  | （埋立）                   | 町名地番整理実施区域                        |
| 東山一・二丁目         | あがりやま         | 不詳                                    | 石川                       | 町名地番整理実施区域                        |
| 白浜一・二丁目         | しらはま           | 1993年7月26日                           | 石川                       | 住居表示実施地区                            |
| 東山本町一・二丁目     | あがりやまもとまち | 1995年2月13日                           | 石川、東山一丁目           | 住居表示実施地区                            |
| 赤崎一〜三丁目         | あかさき           | 1996年1月29日                           | 赤崎(全域)・石川           | 住居表示実施地区                            |
| 石川曙一〜三丁目       | あけぼの           | 1999年5月17日                           | 石川・伊波・東恩納         | 住居表示実施地区                            |
| （石川）一・二丁目     | （いしかわ）       | 2000年7月31日（一） 2001年10月9日（二） | 石川                       | 旧石川市石川一・二丁目 住居表示実施地区     |
| 与那城（旧・与那城町） |                    |                                         |                            |                                             |
| 町名                   | 町名の読み         | 設置年月日                              | 設置直前の字名             | 備考                                        |
| (与那城)               | (よなしろ)         | -                                       |                            | 旧与那城町字与那城。                        |
| 安勢理                 | あせり             | -                                       |                            |                                             |
| 伊計                   | いけい             | -                                       |                            |                                             |
| 上原                   | うえはら           | -                                       |                            |                                             |
| 西原                   | にしはら           | -                                       |                            |                                             |
| 饒辺                   | のへん             | -                                       |                            |                                             |
| 平安座                 | へんざ             | -                                       |                            |                                             |
| 宮城                   | みやぎ             | -                                       |                            |                                             |
| 屋慶名                 | やけな             | -                                       |                            |                                             |
| 池味                   | いけみ             | 1947年                                  | 宮城                       |                                             |
| 照間                   | てるま             | 1947年                                  | 西原                       |                                             |
| 桃原                   | とうばる           | 1947年                                  | 上原                       |                                             |
| 平宮                   | ひらみや           | 1975年                                  | （埋立）                   |                                             |
| 屋平                   | おくひら           | 不詳                                    | 平安座・屋慶名？           |                                             |
| 中央                   | ちゅうおう         | 不詳                                    | 屋慶名？                   |                                             |
| 勝連（旧・勝連町）     |                    |                                         |                            |                                             |
| 町名                   | 町名の読み         | 設置年月日                              | 設置直前の字名             | 備考                                        |
| 内間                   | うちま             | -                                       |                            |                                             |
| 津堅                   | つけん             | -                                       |                            |                                             |
| 南風原                 | はえばる           | -                                       |                            |                                             |
| 浜                     | はま               | -                                       |                            |                                             |
| 比嘉                   | ひが               | -                                       |                            |                                             |
| 平敷屋                 | へしきや           | -                                       |                            |                                             |
| 平安名                 | へんな             | -                                       |                            |                                             |

## 人口
| |                                          |  |
| うるま市と全国の年齢別人口分布（2005年） | うるま市の年齢・男女別人口分布（2005年） |  |
| ■紫色 ― うるま市 ■緑色 ― 日本全国 | ■青色 ― 男性 ■赤色 ― 女性                |  |
| うるま市（に相当する地域）の人口の推移 \| 1970年（昭和45年） \| 78,997人 \| \| \| 1975年（昭和50年） \| 85,608人 \| \| \| 1980年（昭和55年） \| 91,285人 \| \| \| 1985年（昭和60年） \| 98,539人 \| \| \| 1990年（平成2年） \| 101,911人 \| \| \| 1995年（平成7年） \| 105,228人 \| \| \| 2000年（平成12年） \| 109,992人 \| \| \| 2005年（平成17年） \| 113,535人 \| \| \| 2010年（平成22年） \| 116,979人 \| \| \| 2015年（平成27年） \| 118,898人 \| \| \| 2020年（令和2年） \| 125,303人 \| \| |                                          |  |
| 総務省統計局 国勢調査より |                                          |  |
| 1970年（昭和45年） | 78,997人                                 |  |
| 1975年（昭和50年） | 85,608人                                 |  |
| 1980年（昭和55年） | 91,285人                                 |  |
| 1985年（昭和60年） | 98,539人                                 |  |
| 1990年（平成2年） | 101,911人                                |  |
| 1995年（平成7年） | 105,228人                                |  |
| 2000年（平成12年） | 109,992人                                |  |
| 2005年（平成17年） | 113,535人                                |  |
| 2010年（平成22年） | 116,979人                                |  |
| 2015年（平成27年） | 118,898人                                |  |
| 2020年（令和2年） | 125,303人                                |  |

## 行政
- 市長：中村正人
- 副市長：上間秀二

### 歴代市長
| 代数 | 氏名     | 就任年月日                | 退任年月日                | 備考                                                                                       |
| ---- | -------- | ------------------------- | ------------------------- | ------------------------------------------------------------------------------------------ |
| 1    | 知念恒男 | 2005年（平成17年）5月15日 | 2009年（平成21年）5月14日 | 1期。5月15日、無投票選出（当時64歳）。無所属。元具志川市長。                               |
| 2    | 島袋俊夫 | 2009年（平成21年）5月15日 | 2021年（令和3年）5月14日  | 3期。2009年4月19日初当選。選挙の投票率（62.55%。当時56歳）。無所属。元うるま市議会議長。   |
| 3    | 中村正人 | 2021年（令和3年）5月15日  | 現職                      | 2期目。2021年4月25日初当選。選挙の投票率（55.49%。当時56歳）。無所属。元うるま市議会議員。 |

### 市役所・支所・出張所・市民会館等

#### 市役所
- うるま市役所（本庁） ：うるま市みどり町一丁目1-1に所在。

#### 支所・出張所
- うるま市 石川庁舎：うるま市石川石崎一丁目1。
- うるま市 勝連庁舎：うるま市勝連平安名3032。
- うるま市 与那城庁舎：うるま市与那城中央1。

#### 市民サービス施設
- 市民芸術劇場：うるま市仲嶺175
- 石川会館：うるま市石川石崎1-1
- きむたかホール：うるま市勝連平安名3071
- 生涯学習・文化振興センター(ゆらてく)：うるま市字仲嶺187
- 浜比嘉島地域交流拠点施設：うるま市勝連浜19
- うるま市健康福祉センター「うるみん」：うるま市安慶名1-8-1
- うるま市与那城社会福祉センター：うるま市安慶名1-8-1

#### 図書館
- うるま市立中央図書館：うるま市字平良川128番地
- うるま市立石川図書館：うるま市石川曙2丁目1番55号
- うるま市立勝連図書館：うるま市勝連平安名3047番地

#### 博物館
- 海の文化資料館：うるま市与那城屋平4
- 与那城歴史民俗資料館：うるま市与那城中央1
- 石川歴史民俗資料館：うるま市石川曙2-1-55

### 税務
- 沖縄税務署：沖縄市、宜野湾市、うるま市、中頭郡のうち中城村、北中城村、嘉手納町、北谷町、読谷村を管轄。

### 警察
- うるま警察署（旧・具志川警察署） ：旧・具志川市、旧・与那城町、旧・勝連町の各区域を管轄。
- 石川警察署 ：旧・石川市の区域、および、金武町、恩納村、宜野座村を管轄。

### 消防・防災・救急救命
- うるま市消防本部：うるま市字大田44-1に所在。
  - 具志川消防署：うるま市字大田44-1。
  - 石川消防署：うるま市石川2596。
  - 与勝消防署：うるま市勝連平安名1435番地。
  - 平安座出張所：うるま市与那城平安座2459。
- うるま市消防団：分団数は12（2011年時）[1]。

### 水道事業

#### 上水道
- 南風原第1配水池：うるま市勝連南風原4271
- 上原第2配水池：うるま市与那城上原3741-1
- 西原配水池：うるま市勝連南風原3531-2
- 桃原配水池：うるま市与那城桃原1563
- 平安座配水池：うるま市与那城平安座922
- 西原ポンプ場：うるま市与那城西原71-2
- 桃原中継ポンプ場：うるま市与那城桃原1563
- 南風原第2配水池：うるま市勝連南風原3611
- 浜・比嘉第2配水池：うるま市勝連浜295-4
- 平敷屋配水池：うるま市勝連平敷屋636
- 平安名配水池：うるま市勝連平安名2764-1
- 津堅配水池：うるま市勝連津堅1380-1
- 南風原ポンプ室：うるま市勝連南風原3611
- 浜・比嘉ポンプ室：うるま市勝連浜243-7
- 平敷屋ポンプ室：うるま市勝連平敷屋630
- 内間・平安名ポンプ室：うるま市勝連平安名2713
- 東恩納配水池：うるま市石川東恩納1059-1
- 警察学校前配水池：うるま市石川3259-39
- 高原配水池：うるま市石川山城1468-158
- 南配水池：うるま市石川東恩納978-4
- 第1配水池：うるま市石川伊波186-2
- 第2配水池：うるま市石川3259-262
- 東恩納ポンプ室：うるま市石川東恩納1059-1
- 警察前ポンプ場：うるま市石川3259-39
- 高原ポンプ場：うるま市石川伊波1463-25
- 昆布配水池：うるま市字昆布1840-12
- 志林川配水池：うるま市字高江洲844-1
- 具志川配水池：うるま市字具志川2080

#### 下水道
- 屋慶名中継ポンプ場：うるま市与那城屋慶名1504-47
- 赤野中継ポンプ場：うるま市字赤野921-5
- 前原第４中継ポンプ場：うるま市字江洲511-2
- 前原第３中継ポンプ場：うるま市字赤道133
- 山城中継ポンプ場：うるま市石川山城1011-2
- 東山中継ポンプ場：うるま市石川東山1-21-1
- 美原中継ポンプ場：うるま市石川東恩納1590-3
- 嘉手苅中継ポンプ場：うるま市石川嘉手苅154-1
- 伊波中継ポンプ場：うるま市石川東恩納971-10
- 赤崎中継ポンプ場：うるま市石川赤崎1-46-2
- 石川第１中継ポンプ場：うるま市石川478-1
- 石川終末処理場：うるま市石川2065
- 勝連津堅地区農業集落排水処理場：うるま市勝連津堅灯台原299-51

### 清掃事業
- 中部北環境施設組合ごみ処分場：うるま市栄野比1211-6

### 姉妹都市・親善都市
岩手県盛岡市　2012年7月31日 友好都市提携
- うるま市出身の女優、比嘉愛未の主演作である、NHK連続テレビ小説「どんど晴れ」のロケ地が盛岡市であったことがきっかけ。

栃木県宇都宮市　2024年8月3日 友好都市提携
- 市内の「うるマルシェ」の指定管理者が宇都宮市の企業であることなどをきっかけに経済産業部を中心に交流が進んだことがきっかけ。

## 議会

### 沖縄県議会
| 氏名     | 会派名             | 当選回数 | 備考         |
| -------- | ------------------ | -------- | ------------ |
| 照屋大河 | 社民・社大・結連合 | 3        | 党籍は社民党 |
| 照屋守之 | 沖縄・自民党       | 4        |              |
| 山内末子 | 無所属             | 3        |              |
| 仲田弘毅 | 沖縄・自民党       | 4        |              |

### 衆議院
- 選挙区：沖縄3区（名護市、沖縄市、うるま市、国頭郡、伊平屋村、伊是名村）
- 任期：2021年10月31日 - 2025年10月30日
- 投票日：2021年10月31日
- 当日有権者数：316,861人
- 投票率：54.00％

| 当落 | 候補者名   | 年齢 | 所属党派   | 新旧別 | 得票数   | 重複 |
| ---- | ---------- | ---- | ---------- | ------ | -------- | ---- |
| 当   | 島尻安伊子 | 56   | 自由民主党 | 新     | 87,710票 | ○    |
|      | 屋良朝博   | 59   | 立憲民主党 | 前     | 80,496票 | ○    |

## 郵便事業

### 郵便局
- 安慶名郵便局
- 石川城間郵便局
- 石川東恩納郵便局
- 石川郵便局

- 上原簡易郵便局
- 勝連郵便局
- 具志川川崎簡易郵便局
- 具志川豊原簡易郵便局

- 具志川郵便局
- 志林川郵便局
- 津堅簡易郵便局
- 天願簡易郵便局

- 東具志川郵便局
- 平安座郵便局
- 与勝郵便局
- 与那城郵便局

### 郵便番号
郵便番号は以下の通りとなっている。
- 具志川郵便局（旧具志川市内を管轄）：904-22xx
- 石川郵便局（旧石川市内と金武町、恩納村、宜野座村を管轄）：904-11xx（旧石川市）、904-04xx（恩納村）、904-12xx（金武町）、904-13xx（宜野座村）
- 与勝郵便局（旧与那城・勝連両町内を管轄）：904-23xx（本島部と旧勝連町の島嶼部）、904-24xx（旧与那城町の島嶼部）

旧与那城町の本島部と旧勝連町はかつて与那城郵便局が担当していたが、1990年代に与勝郵便局に移った。旧与那城町の島嶼部は平安座郵便局が担当していたが2006年に統合された。さらに宮城島と伊計島では1980年代まで上原簡易郵便局が集配担当し、「904-25」の郵便番号が存在していた。

## 医療
- 沖縄県立中部病院：沖縄県災害拠点病院に指定され、医療圏を沖縄本島中部地域にもつ。
- ランデブーポイント[4]4箇所
  - ※民間救急ヘリコプターMESHのヘリポートとして使用

## 教育機関

### 高等学校
- N高等学校
- 沖縄県立石川高等学校
- 沖縄県立具志川高等学校
- 沖縄県立具志川商業高等学校

- 沖縄県立中部農林高等学校
- 沖縄県立前原高等学校
- 沖縄県立与勝高等学校(※中高併設)

### 中学校

#### 市立中学校
- うるま市立石川中学校
- うるま市立伊波中学校
- うるま市立あげな中学校
- うるま市立具志川中学校
- うるま市立具志川東中学校

- うるま市立高江洲中学校
- うるま市立与勝中学校
- うるま市立与勝第二中学校
- うるま市立彩橋小中学校(※小学校も併設している。)
- うるま市立津堅小中学校(※幼稚園も併設している。)

#### 県立中学校
- 沖縄県立与勝緑が丘中学校(※中高併設)

#### 私立中学校
- 沖縄アミークスインターナショナル中学校（※幼稚園や小学校も併設している。）

### 小学校

#### 市立小学校
- うるま市立城前小学校
- うるま市立宮森小学校
- うるま市立伊波小学校
- うるま市立川崎小学校
- うるま市立あげな小学校
- うるま市立田場小学校
- うるま市立天願小学校

- うるま市立具志川小学校
- うるま市立兼原小学校
- うるま市立高江洲小学校
- うるま市立中原小学校
- うるま市立赤道小学校
- うるま市立与那城小学校

- うるま市立南原小学校
- うるま市立勝連小学校
- うるま市立平敷屋小学校
- うるま市立彩橋小中学校(※中学校も併設している。)
- うるま市立津堅小中学校(※幼稚園も併設している。)

#### 私立小学校
- 沖縄アミークスインターナショナル小学校（※幼稚園や中学校も併設している。）

### 特別支援学校
- 沖縄県立沖縄高等特別支援学校
- 沖縄県立中部農林高等支援学校

### その他の教育機関
- ユースウィズアミッション沖縄DTS弟子訓練学校

## 交通

### バス
本島部の路線バスは琉球バス交通・沖縄バス・那覇バス・東陽バスの4社で運行されている。那覇バスは、前身の那覇交通時代に石川線と屋慶名線を運行していたものの、路線縮小で1998年（平成10年）には現在のうるま市域から完全撤退した（石川線は以後沖縄市知花までとなり、さらに現在は北中城村イオンモール沖縄ライカムが一般市外線の運行北限となっている）。その後、那覇バスになった現在まで、高速バスの共同運行のみとなっている。
なお、市内には琉球バス交通の具志川バスターミナル、沖縄バスの屋慶名バスターミナル、東陽バスの泡瀬営業所がある。
島嶼部（平安座・浜比嘉・宮城・伊計各島）へは合併前、桃原運輸産業（宮城・伊計各島方面）・平安座総合開発（平安座島方面）の2社と勝連町営浜比嘉バス（浜比嘉島方面）により運行されていたが、合併と同時にうるま市が平安座総合開発に委託して一括運行するようになった。
下表の運行会社の「琉球」は琉球バス交通の路線、「沖縄」は沖縄バスの路線、「那覇」は那覇バスの路線、「東陽」は東陽バスの路線、複数表記は共同運行路線。 ※BT=バスターミナル
| 番号                             | 路線名                         | 運行会社                       | 起点                   | 終点                     | 市町村 | うるま市内の主な経由地                                     |
| うるま市内一般道経由             | うるま市内一般道経由           | うるま市内一般道経由           | うるま市内一般道経由   | うるま市内一般道経由     | うるま市内一般道経由                                                                                       | うるま市内一般道経由                                       |
| -------------------------------- | ------------------------------ | ------------------------------ | ---------------------- | ------------------------ | --- | ---------------------------------------------------------- |
| 21                               | 新都心具志川線                 | 琉球                           | 那覇BT                 | 具志川BT                 | 那覇市 - 浦添市 - 宜野湾市 - 北中城村 - 沖縄市 - うるま市                                                  | 赤道十字路、安慶名                                         |
| 22                               | 名護うるま線                   | 沖縄                           | 名護BT                 | 中部病院                 | 名護市 - 宜野座村 - 金武町 - うるま市                                                                      | 石川、栄野比、安慶名                                       |
| 23                               | 具志川線                       | 琉球                           | 那覇空港 那覇BT        | 具志川BT                 | 那覇市 - 浦添市 - 宜野湾市 - 北中城村 - 沖縄市 - うるま市                                                  | 赤道十字路、安慶名、うるま市役所                           |
| 24                               | 那覇大謝名線                   | 琉球                           | 那覇BT                 | 具志川BT                 | 那覇市 - 浦添市 - 宜野湾市 - 北中城村 - 沖縄市 - うるま市                                                  | 赤道十字路、安慶名                                         |
| 27                               | 屋慶名（大謝名）線             | 沖縄                           | 那覇BT                 | 屋慶名BT                 | 那覇市 - 浦添市 - 宜野湾市 - 北中城村 - 沖縄市 - うるま市                                                  | 赤道十字路、安慶名、平安名                                 |
| 30                               | 泡瀬東線                       | 東陽                           | 那覇BT                 | 泡瀬営業所               | 那覇市 - 南風原町 - 与那原町 - 西原町 - 中城村 - 北中城村 - 沖縄市 - うるま市                              | 宮里入口、ジャスコ具志川入口                               |
| 31                               | 泡瀬西線                       | 東陽                           | 那覇BT                 | 泡瀬営業所               | 那覇市 - 浦添市 - 宜野湾市 - 北中城村 - 沖縄市 - うるま市                                                  |                                                            |
| 48                               | 石川読谷線                     | 沖縄                           | 読谷BT                 | 東山入口                 | 読谷村 - 恩納村 - うるま市                                                                                 | 石川高校前、石川                                           |
| 52                               | 与勝線                         | 沖縄                           | 那覇BT                 | 屋慶名BT                 | 那覇市 - 浦添市 - 宜野湾市 - 北中城村 - 沖縄市 - うるま市                                                  | 赤道十字路、高江洲、前原                                   |
| 61                               | 前原線                         | 沖縄                           | サンエーパルコシティ前 | 屋慶名BT                 | 宜野湾市 - 北中城村 - 沖縄市 - うるま市                                                                    | 赤道十字路、高江洲、前原                                   |
| 63                               | 謝苅線                         | 琉球                           | 那覇BT                 | 具志川BT                 | 那覇市 - 浦添市 - 宜野湾市 - 北谷町 - 沖縄市 - うるま市                                                    | 明道、赤道十字路、安慶名                                   |
| 75                               | 石川北谷線                     | 琉球                           | 東山駐車場             | 北谷町老人福祉センター   | うるま市 - 沖縄市 - 北谷町                                                                                 | 石川、栄野比                                               |
| 77                               | 名護東（辺野古）線             | 沖縄                           | 那覇BT                 | 名護BT                   | 那覇市 - 浦添市 - 宜野湾市 - 北中城村 - 沖縄市 - うるま市 - 金武町 - 宜野座村 - 名護市                     | 赤道十字路、安慶名、栄野比、石川                           |
| 80                               | 与那城線                       | 沖縄                           | 那覇BT                 | 屋慶名BT                 | 那覇市 - 浦添市 - 宜野湾市 - 北中城村 - 沖縄市 - うるま市                                                  | 赤道十字路、安慶名、前原                                   |
| 90                               | 知花（バイパス）線             | 琉球                           | 那覇BT                 | 具志川BT                 | 那覇市 - 浦添市 - 宜野湾市 - 北中城村 - 沖縄市 - うるま市                                                  | 栄野比、安慶名                                             |
| 93                               | 屋慶名〜イオンモール線         | 沖縄                           | 屋慶名BT               | イオンモール沖縄ライカム | うるま市 - 沖縄市 - 北中城村                                                                               | 赤道十字路、安慶名、平安名                                 |
| 110                              | 長田具志川線                   | 琉球                           | 那覇BT                 | 具志川BT                 | 那覇市 - 浦添市 - 宜野湾市 - 北中城村 - 沖縄市 - うるま市                                                  | 宮里入口、具志川高校前                                     |
| 112                              | 国体道路線                     | 琉球                           | 那覇BT                 | 具志川BT                 | 那覇市 - 浦添市 - 宜野湾市 - 北谷町 - 沖縄市 - うるま市                                                    | 赤道十字路、安慶名、うるま市役所                           |
| 113                              | 具志川空港線                   | 琉球                           | 那覇空港               | 具志川BT                 | 那覇市 - 南風原町 - 西原町 - 宜野湾市 - 中城村 - 北中城村 - 沖縄市 - うるま市                              | 赤道十字路、安慶名、うるま市役所                           |
| 123                              | 石川空港線                     | 琉球                           | 那覇空港               | 東山駐車場               | 那覇市 - 南風原町 - 西原町 - 宜野湾市 - 中城村 - 北中城村 - 沖縄市 - うるま市                              | 赤道十字路、安慶名、栄野比、石川                           |
| 127                              | 屋慶名（高速）線               | 沖縄                           | 那覇BT                 | 屋慶名BT                 | 那覇市 - 南風原町 - 西原町 - 宜野湾市 - 中城村 - 北中城村 - 沖縄市 - うるま市                              | 赤道十字路、安慶名、平安名                                 |
| 190                              | 知花空港線                     | 琉球                           | 那覇空港               | 具志川BT                 | 那覇市 - 浦添市 - 宜野湾市 - 北中城村 - 沖縄市 - うるま市                                                  | 栄野比、安慶名                                             |
| 223                              | 具志川おもろまち線             | 琉球                           | おもろまち駅前広場     | 具志川BT                 | 那覇市 - 浦添市 - 宜野湾市 - 北中城村 - 沖縄市 - うるま市                                                  | 赤道十字路、安慶名、うるま市役所                           |
| 227                              | 屋慶名おもろまち線             | 沖縄                           | おもろまち駅前広場     | 屋慶名BT                 | 那覇市 - 浦添市 - 宜野湾市 - 北中城村 - 沖縄市 - うるま市                                                  | 赤道十字路、安慶名、平安名                                 |
| 263                              | 謝苅おもろまち線               | 琉球                           | おもろまち駅前広場     | 具志川BT                 | 那覇市 - 浦添市 - 宜野湾市 - 北谷町 - 沖縄市 - うるま市                                                    | 明道、赤道十字路、安慶名                                   |
| 331                              | 急行バス                       | 東陽                           | 那覇BT                 | 泡瀬営業所               | 那覇市 - 浦添市 - 宜野湾市 - 北谷町 - 沖縄市 - うるま市                                                    |                                                            |
| 777                              | 急行バス                       | 沖縄                           | 那覇BT                 | 屋慶名BT                 | 那覇市 - 浦添市 - 宜野湾市 - 北谷町 - 沖縄市 - うるま市                                                    | 赤道十字路、安慶名、平安名                                 |
| 伊計屋慶名線（平安座総合開発）   | 伊計屋慶名線（平安座総合開発） | 伊計屋慶名線（平安座総合開発） | JAおきなわ与那城       | 伊計共同売店             | （うるま市内）海中道路、平安座島、浜比嘉島、宮城島、伊計島                                                 | （うるま市内）海中道路、平安座島、浜比嘉島、宮城島、伊計島 |
| うるま市内全区間沖縄自動車道経由 |                                |                                |                        |                          | |                                                            |
| 111                              | 高速バス                       | 琉球 沖縄 那覇 東陽            | 那覇空港               | 名護BT                   | 那覇市 - 南風原町 - 西原町 - 宜野湾市 - 中城村 - 北中城村 - 沖縄市 - うるま市 - 金武町 - 宜野座村 - 名護市 | 石川インター                                               |
| 117                              | 高速バス（美ら海直行）         | 琉球 沖縄 那覇                 | 那覇空港               | ホテルオリオンモトブ     | 那覇市 - 南風原町 - 西原町 - 宜野湾市 - 中城村 - 北中城村 - 沖縄市 - うるま市 - 名護市 - 本部町            | 石川インター                                               |

- 2016年から無料の公共施設間バスが運行。うるま市役所（具志川庁舎）を起終点とし、石川地域・昆布地区を経由し一周する具志川石川線と、与勝半島を一周する具志川与勝線の2路線。

### 港湾

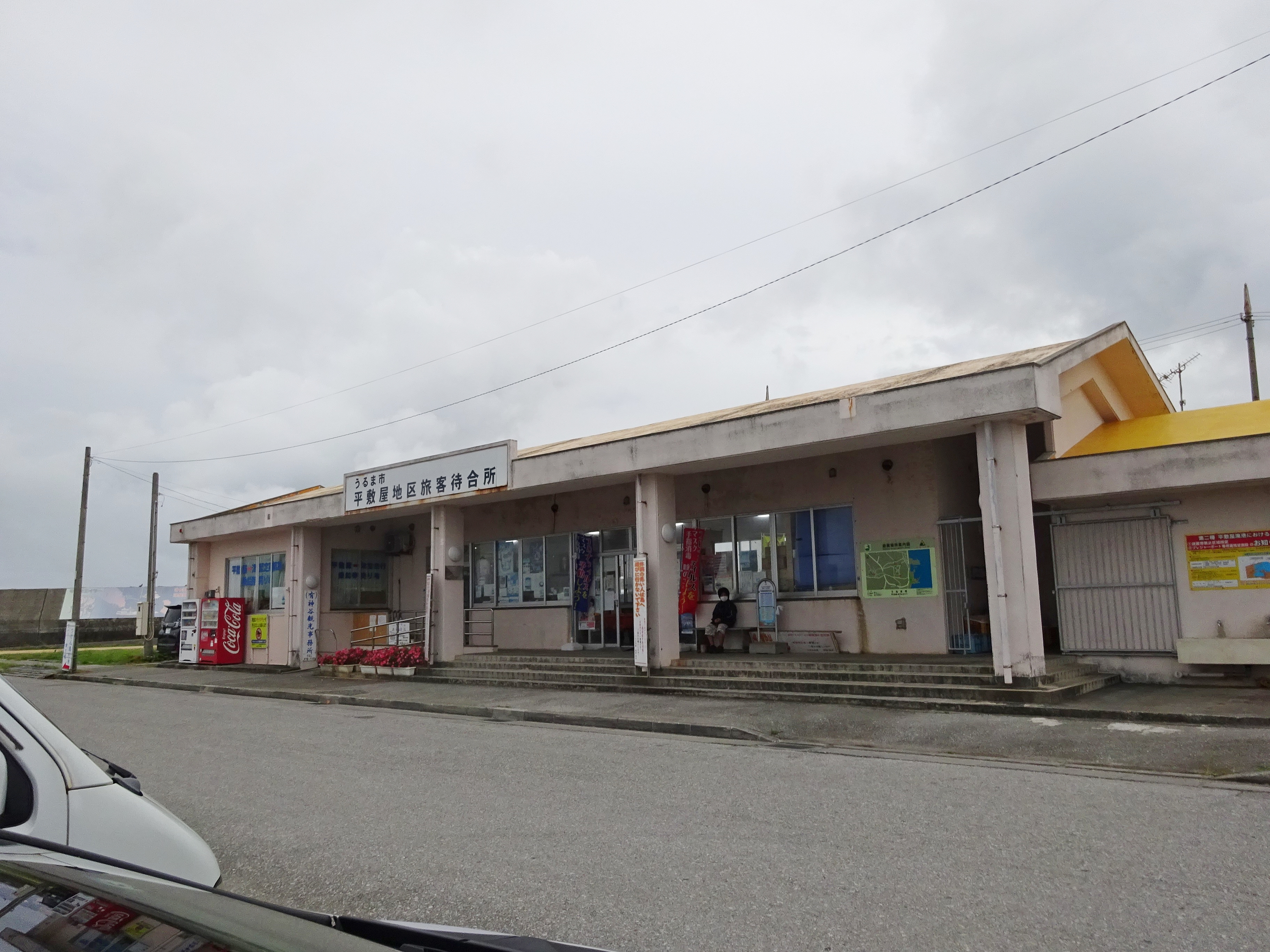
平敷屋港待合所

- 平敷屋港 - 津堅島港の間に神谷観光による定期船運航（高速艇またはフェリー・1日5往復）
- 中城湾港（新港地区） - 経済特区。大型クルーズ船の入港や企業立地による雇用促進。

### 道路
高速道路
- 沖縄自動車道（石川IC）

一般国道
- 国道329号
  - 石川バイパス

主要地方道
- 沖縄県道73号石川仲泊線
- 沖縄県道75号沖縄石川線
- 沖縄県道10号伊計平良川線
  - 海中道路（与那城屋慶名 - 平安座島を結ぶ道路）
- 沖縄県道85号沖縄環状線

一般県道
- 沖縄県道6号線
- 沖縄県道8号線
- 沖縄県道16号線
- 沖縄県道33号具志川沖縄線
- 沖縄県道36号線
- 沖縄県道37号線
- 沖縄県道224号具志川環状線
- 沖縄県道238号浜比嘉平安座線（浜比嘉大橋）
- 沖縄県道239号与那城具志川線
- 沖縄県道255号石川池原線（石川バイパス開通前の旧国道329号）

## 通信

### 電話
市外局番は市内全域において098であり、那覇市・宜野湾市・浦添市・糸満市・沖縄市・豊見城市・南城市・恩納村・宜野座村・金武町・八重瀬町・与那原町・南風原町・座間味村・粟国村・渡名喜村・久米島町・中頭郡全町村と共通（那覇MA）である。

### 放送
ラジオ・テレビとも概ね、豊見城市などにある親局の放送エリアとなっているが、テレビに関しては地理的に親局から受信しにくい箇所があるため、旧具志川市（金武湾沿い）に具志川テレビ中継局、旧石川市街地に沖縄石川テレビ中継局と市内に２ヶ所のテレビ中継局が設置されている。また沖縄市に接する旧具志川市南部や中城湾沿岸部では沖縄市（市役所屋上）にある胡屋中継局の放送エリアとなっている。
2009年12月23日にFMうるまが開局した（コミュニティFM局）。また、沖縄市のFMコザ（胡屋中継局から送信）が受信可能で、うるま市に関する情報も時々放送することもある。

## 基地

### 米軍基地
うるま市には在日米海兵隊の司令部など各種の米軍施設・区域に加え、海上自衛隊沖縄基地隊、陸上自衛隊勝連高射教育訓練場などの自衛隊施設・区域が多くあり、合わせて基地総面積は6,632千㎡、うるま市の面積86,030千㎡の約7.7％を占めている。
2016年4月にはうるま市女性殺害事件が発生し、事件を契機として、翌2017年に日米地位協定における「軍属」の範囲を明確にする補足協定が発効された。

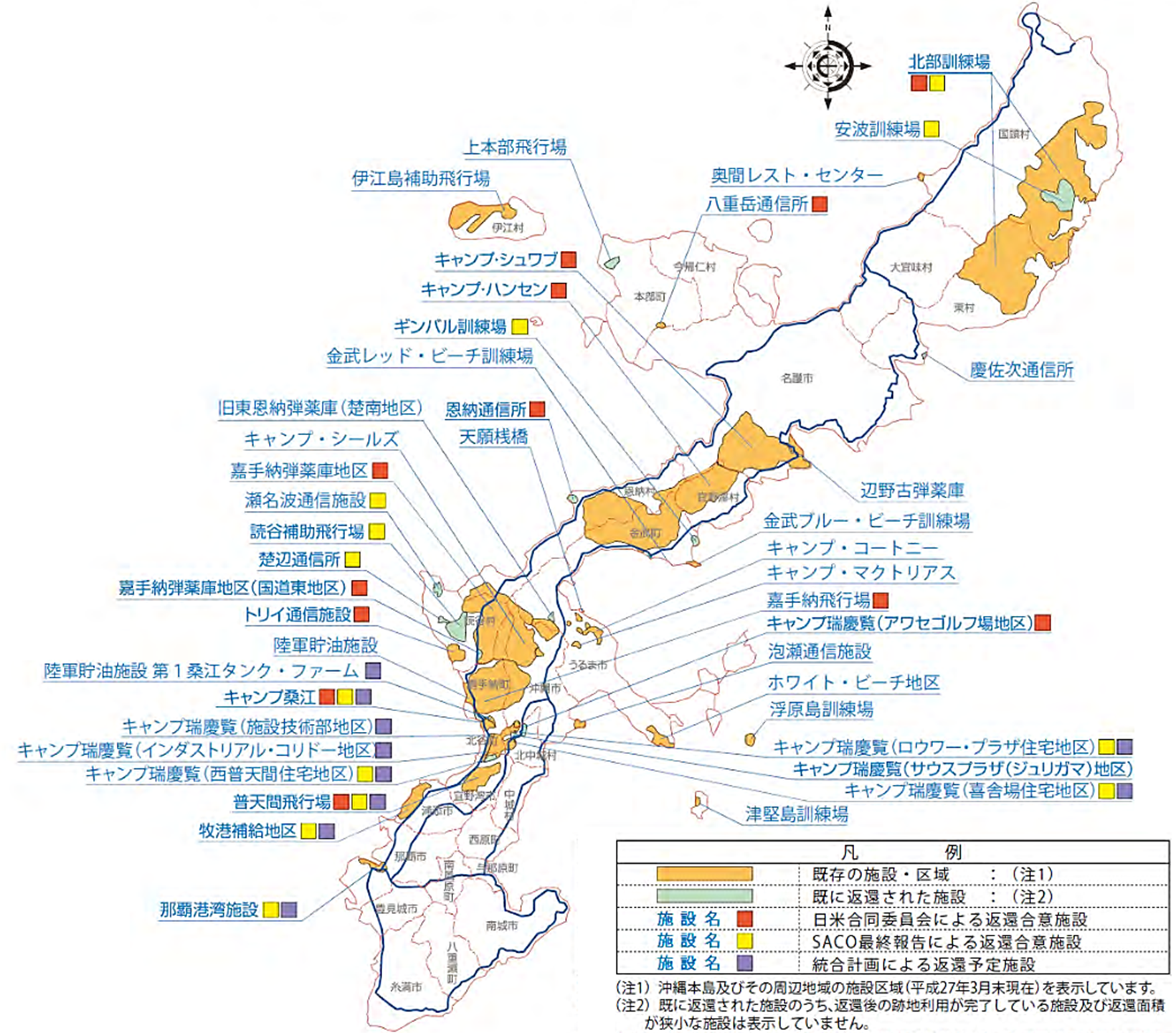
うるま市には現在7の米軍基地が存在する。

| 基地                   | 面積      | 提供水域   | 備考 |
| ---------------------- | --------- | ---------- | ---- |
| キャンプ・コートニー   | 1,339千㎡ | 1.47 ｋ㎡  |      |
| 陸軍貯油施設           | 720千㎡   | 0.98 ｋ㎡  |      |
| キャンプ・マクトリアス | 379千㎡   |            |      |
| 嘉手納弾薬庫           | 1,877千㎡ |            |      |
| 天願桟橋               | 31千㎡    | 6.25ｋ㎡   |      |
| ホワイト・ビーチ地区   | 1,568千㎡ | 323.69ｋ㎡ |      |
| 津堅島訓練場           | 16千㎡    | 9.45ｋ㎡   |      |

返還された米軍基地
- 伊波城観光ホテル (54,700 ㎡)
- 天願通信所
- 平良川通信所
- キャンプ・ヘーグ
- 赤道サイト
- 石川ビーチ
- 東恩納弾薬庫
- 石川陸軍補助施設 Aサイト Bサイト
- 西原陸軍補助施設 Aサイト Bサイト
- 伊計島沿岸警備隊

### 自衛隊基地
米軍基地から自衛隊に移管された基地
| 自衛隊基地                  | 面積    | 水域     | 備考     |
| --------------------------- | ------- | -------- | -------- |
| 浮原島訓練場                | 254千㎡ | 1.96ｋ㎡ | 共同使用 |
| 海自 沖縄基地隊             | 87千㎡  |          |          |
| 海自 沖縄基地隊具志川送信所 | 169千㎡ |          |          |
| 陸自 勝連高射教育訓練場     | 192千㎡ |          |          |

## 名所・旧跡・観光地・行楽地・娯楽施設・祭事、ほか

### 名所・旧跡・観光地

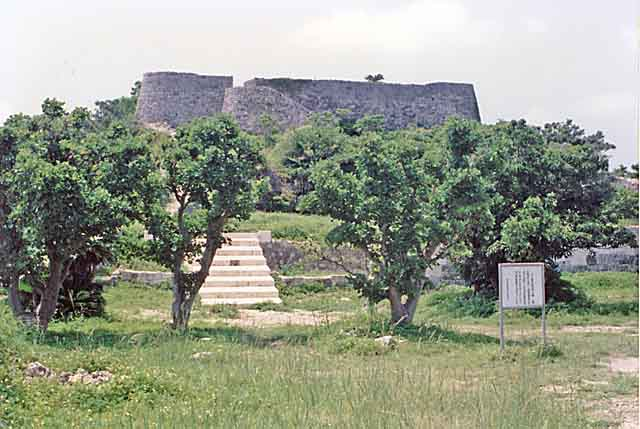
勝連城

- 勝連城跡 - 世界遺産（琉球王国のグスク及び関連遺産群）
- 天願城 - キャンプ・コートニー内
- 伊波城
- 安慶名城跡
- 仲原遺跡 - 国指定の史跡
- 海中道路
- 安慶名中央公園[5]

### 商業施設
- イオン具志川ショッピングセンター（イオン琉球／旧・琉球ジャスコ）
- サンエー具志川メインシティ（サンエー）
- うるまシティプラザ
- サンエー石川シティ（サンエー）

### 行楽地・娯楽施設

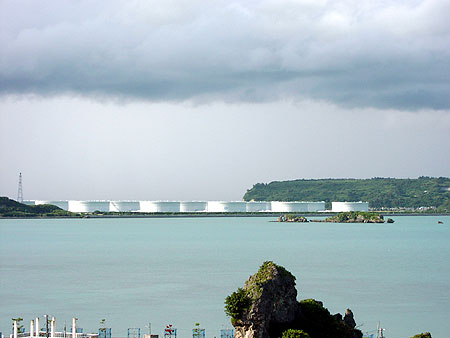
沖縄石油備蓄基地（平安座島に所在）

- 宇堅ビーチ
- 倉敷ダム

### 祭事・恒例イベント
- うるま文化祭
- こども文化祭

### その他の地域・施設
- 沖縄石油備蓄基地

## ゆかりのある著名人

### 出身著名人
- 登川誠仁（民謡歌手）
- HY（バンド）
- フィンガー5（歌手）
- 比嘉愛未（女優）
- 砂川脩弥（俳優）
- 島袋龍夫（空手家）
- 瀬良垣沙耶（C-ZONEの元メンバー）
- 大野倫（元プロ野球選手）
- 東浜巨（プロ野球選手）
- 知念孝（体操選手バルセロナ五輪銅メダリスト。息子は、Hey! Say! JUMPの知念侑李。）
- PENGIN（音楽ユニット）
- 座安琴希（バレーボール選手）
- 屋宜ベンジャミンレイ（ラグビー選手）
- 屋宜照悟（プロ野球選手）
- 上間綾乃（民謡歌手）
- 西銘駿（タレント、俳優）
- 上原健太（プロ野球選手）
- タイシンガーブランドン大河（プロ野球選手）
- 近田和生（俳優、声優、DJ、パーソナリティ）
- 國場翼（元プロ野球選手）
- 新垣比菜（プロゴルファー）
- 神村吉郎（帝国議会衆議院議員）
- 神村孝太郎（琉球政府第3代行政副主席）
- 志喜屋孝信（初代沖縄民政府知事、琉球大学初代学長）
- 海勢頭豊（作曲家）
- 玉城デニー（本土復帰後第8代沖縄県知事）
- 真栄平仁（ラジオパーソナリティ）
- 上門知樹（プロサッカー選手）
- 津覇実樹（プロサッカー選手）
- 前堂ニイナ（モデル、リポーター、歌手）
- 美ノ海義久（大相撲力士）
- 木﨑海伸之助(元大相撲力士）
- くだかまり（琉球放送ラジオパーソナリティー）
- 伊波大志(実況アナウンサー）
- 佐久本宝(俳優）
- 又吉雄二 - 実業家、自動走行式無人コンクリート床ならしロボット「リバイブロボ」開発者。
- 梵天（お笑いコンビ）
- 平川美香（歌手）
- むぎ (猫)（シンガーソングライター）
- 上江洲光志（卓球選手）
- 小波津志（PSYCHIC FEVER from EXILE TRIBEのメンバー）

### その他のゆかりある著名人
- 菅澤紀行（バスケットボール選手）

## うるま市を撮影した映像作品
- 映画 風が通り抜ける道（2024年一般劇場公開/沖縄県後援）

## うるま市を舞台とした作品
- 漫画『沖縄で好きになった子が方言すぎてツラすぎる』（空えぐみ、2020年 - ）[6]※2025年テレビアニメ化[7]。2025年1月25日、第20回うるま市産業まつりにおいて、作者の空えぐみを招いて本作のトークショーが催される[8]。
- 小説集『海中道路』（赤嶺しげタカ、2024年） - うるま市の海中道路を舞台にした３つの物語（『海中道路バタフライ』『海中道路の右腕』『サヨナラ海中道路』）[9]。